# Audi Quattro
Audi Quattro je automobil iz gornje klase njemačke marke Audi i proizvodio se od 1980. godine do 1991. godine. Quattro S1 je nastupao u motorsportu.